# Броштень (Бездяд, Димбовіца)
Броштень, Броштені (рум. Broșteni) — село у повіті Димбовіца в Румунії. Входить до складу комуни Бездяд.
Село розташоване на відстані 91 км на північний захід від Бухареста, 22 км на північ від Тирговіште, 60 км на південь від Брашова.

## Населення
За даними перепису населення 2002 року у селі проживали 426 осіб, усі — румуни. Усі жителі села рідною мовою назвали румунську.